# 차정우
차정우(본명: 추정우, 2002년 10월 25일 ~)은 대한민국의 배우이자 저스트 엔터테인먼트 소속이고 형은 배우 추영우이다.

## 드라마
- 2024년 JTBC 옥씨부인전 송서인 (천승휘)/성윤겸 대역
- 2025년 왓챠 비밀 사이 김수현 주연